# Ministerio de Medio Ambiente (Japón)

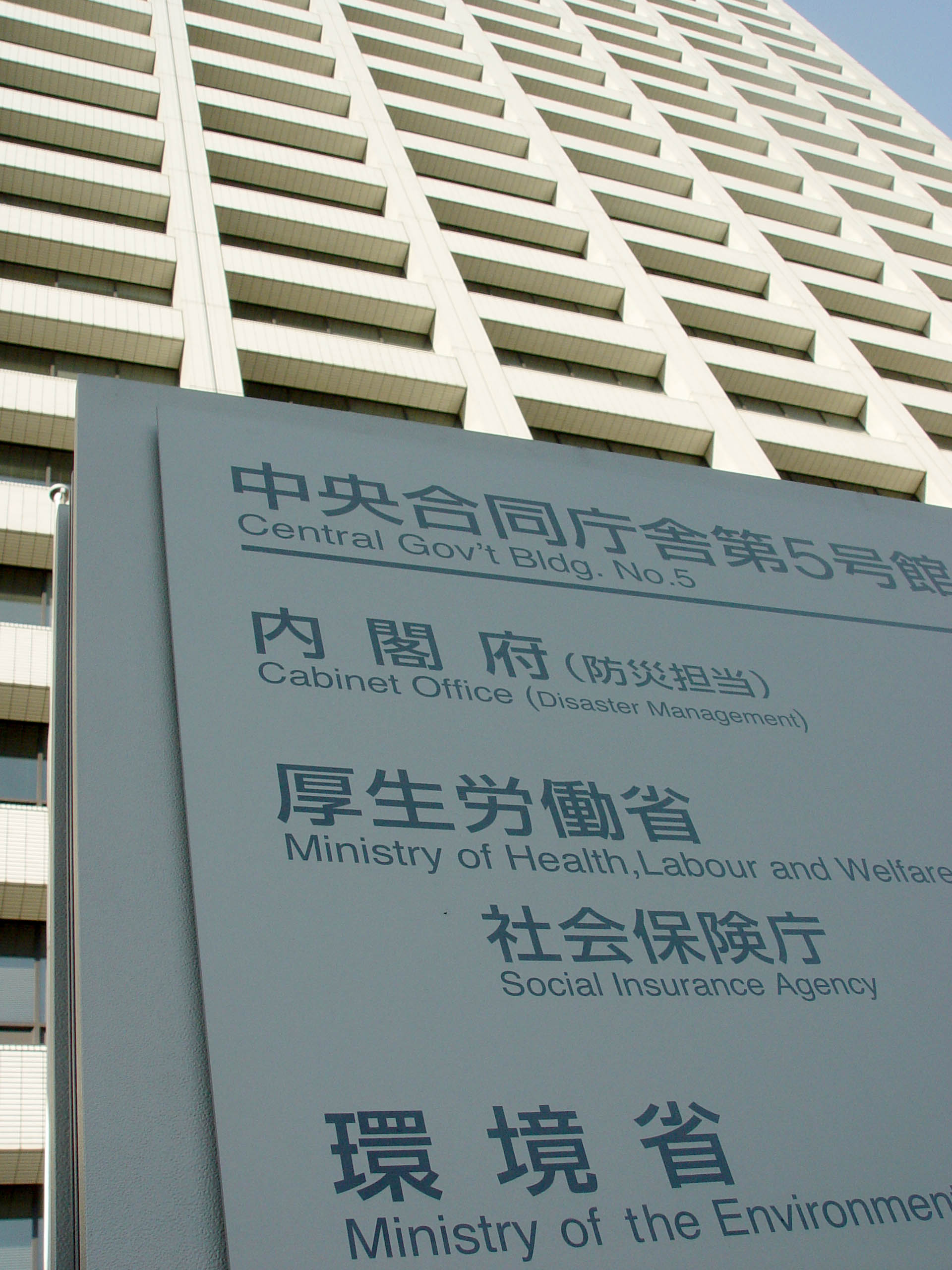
Office building

El Ministerio de Medio Ambiente (環境省,  Kankyō-shō ) es un ministerio de nivel ministerial del gobierno de Japón responsable de la conservación ambiental global, el control de la contaminación y la conservación de la naturaleza. El ministerio se formó en 2001 a partir de la Agencia Ambiental de nivel subgabinete establecida en 1971. El ministro de Medio Ambiente es miembro del Gabinete de Japón y es elegido por el primer ministro, generalmente entre los miembros de la Dieta.
En marzo de 2006, la entonces ministra de Medio Ambiente, Yuriko Koike, creó una tela furoshiki para promover su uso en el mundo moderno. En agosto de 2011, el Gabinete de Japón aprobó un plan para establecer un nuevo organismo de control energético bajo el Ministerio de Medio Ambiente, y la Autoridad de Regulación Nuclear se fundó el 19 de septiembre de 2012. 

## Cool Biz
Tras el terremoto y tsunami de Tōhoku en marzo de 2011, el cierre de muchas plantas de energía nuclear por razones de seguridad provocó escasez de energía. Para ahorrar energía, el gobierno recomendó ajustar los acondicionadores de aire a 28 grados centígrados, apagar las computadoras que no se usaran y pidió cambiar el horario de trabajo a la mañana y tomar más vacaciones de verano de lo habitual. Luego, el gobierno lanzó una campaña Super Cool Biz  para alentar a los trabajadores a usar ropa apropiada para la oficina pero lo suficientemente fresca para soportar el calor del verano. Se permiten camisetas polo y zapatillas deportivas, mientras que los jeans y las sandalias también son aceptables en ciertas circunstancias.  El 1 de junio marcó el inicio de la campaña del Ministerio de Medio Ambiente, con anuncios de periódicos a página completa y fotos de trabajadores del ministerio sonriendo con cierta timidez en sus escritorios vistiendo camisetas polo y coloridas camisetas kariyushi de Okinawa.  La campaña se repitió en 2012  y 2013.